# Německá volební pospolitost
Německá volební pospolitost (německy Deutsche Wahlgemeinschaft) byla politická formace na území prvorepublikového Československa, která reprezentovala část sudetoněmecké národnostní menšiny.

## Dějiny
Neměla ráz trvalé politické strany. Vznikla jako účelová koalice před parlamentními volbami v roce 1920. Sdružily se v ní dvě tradiční strany německé menšiny, Německá národně socialistická strana dělnická a Německá nacionální strana. Aliance byla úspěšná (zisk 328 735 hlasů) a obě strany získaly zastoupení v parlamentu. V dalších volbách již ale tato koalice nebyla uzavřena.
Podobný název (Německé volební společenství, Deutsche Wahlgemeinschaft) měla i kandidátní listina zformovaná před parlamentními volbami v roce 1929. Měla ale zcela jiné složení a nenavazuje na koalici z roku 1920.